# Srăh Chik (gmina)
Srăh Chik (khm. ឃុំស្រះជីក) – gmina (khum) w północno-zachodniej Kambodży, we wschodniej części prowincji Bântéay Méanchey, w dystrykcie Phnum Srok. Stanowi jedną z 6 gmin dystryktu.

## Miejscowości
Na terenie gminy położonych jest 9 miejscowości:
- Moat Srăh
- Srăh Chhuk Khang Lech
- Srăh Chik
- Kouk Kraol
- Kouk Rumchek
- Kouk Ta Reach
- Kandal Khang Lech
- Kandal Khang Kaeut
- Srăh Chhuk Khang Kaeut